# Alatna
Alatna est une localité (census-designated place) d'Alaska aux États-Unis dans la Région de recensement de Yukon-Koyukuk. En 2000, il y avait 37 habitants.

## Situation - climat
Alatna se situe sur la rive nord de la rivière Koyukuk, au sud-ouest de son confluent avec la rivière Alatna, à 350 kilomètres au nord-ouest de Fairbanks et à 92 kilomètres de Hughes, en bordure des limites de la localité d'Allakaket.
Le climat est continental froid. La moyenne des températures en juillet est de 21°, et les températures en janvier ont une moyenne de -18°, avec des records à -59° en hiver et 34° en été. La rivière Koyukuk est libre de glaces de juin à octobre.

## Histoire
Plusieurs populations indigènes ont vécu à cet endroit, Koyukon Atapascans, Esquimaux, venant du nord et du nord-est. Ils vivaient tout au long de l'année dans plusieurs camps, se déplaçant en fonction des saisons pour chasser le gibier et pêcher. En 1851, le campement d'Alatna était un lieu traditionnel de commerce et d'échanges. En 1906, une mission évangélique (St. John's-in-the-Wilderness Episcopal Mission) s'y établit et une poste ouvrit en 1925.
C'est en 1938 que le nom du lieu a été changé en Allakaket, qui était l'ancien nom de la mission, et le nom Alatna fut gardé par la petite communauté d'Esquimaux de l'autre côté de la rivière. La première école ouvrit en 1957.
Au printemps de 1964 une importante inondation détruisit 85 % de la localité. C'est en 1975 que furent regroupées les deux communautés d'Allakaket et d'Alatna. Une clinique et un aéroport furent installés en 1978 tandis qu'une nouvelle école et des routes furent construites.
En septembre 1994, une nouvelle inondation détruisit toutes les habitations et les réserves de nourriture de la communauté. Les habitants reconstruisirent leur ville à l'emplacement de l'ancienne cité, toutefois, Alatna n'est plus dans les limites administratives de la cité.
La population est constituée actuellement en majorité de descendants des Esquimaux Kobuk. Les Atapascans vivant plutôt à Allakaket.

## Démographie

### Old Alatna (1920-1994)
| 1920 | 1930 | 1940 | 1950 | 1980 | 1990 |
| ---- | ---- | ---- | ---- | ---- | ---- |
| 32   | 131  | 28   | 31   | 30   | 31   |

### New) Alatna CDP (1994-)
| 2000 | 2010 | - | - | - | - |
| ---- | ---- | - | - | - | - |
| 35   | 37   | - | - | - | - |